# Grace Bradley
Grace Bradley (21 de septiembre de 1913 – 21 de septiembre de 2010) fue una actriz de cine estadounidense que estuvo activa en Hollywood durante la década de 1930.

## Primeros años
Bradley nació en Brooklyn y fue hija única. De niña recibió clases de piano y a los seis años dio su primer recital. Estudió en la Escuela de Música Eastman, cerca de Rochester, Nueva York, donde obtuvo una beca a los 12 años. En un principio, quería ser pianista profesional. Mientras estudiaba, tomaba clases de baile y tocaba el piano. [cita requerida]
Como señalaba una necrológica, "tocaba el piano, cantaba y bailaba, en el escenario y en clubes nocturnos, desde una edad temprana para ayudar a mantener a su madre viuda."
Su abuelo había querido que se educara en Berlín, Alemania para que recibiera una educación más formal, pero un productor de Broadway la descubrió durante uno de sus recitales de baile y la contrató para un espectáculo profesional.
El 22 de diciembre de 1930 debutó en Broadway, en el Hammerstein Theatre de Nueva York, con la obra Ballyhoo of 1930. Su siguiente aparición en escena se produjo un año después, en el Music Box Theater, con la obra The Third Little Show. Bradley no tardó en trabajar en varios clubes nocturnos y teatros de Nueva York. En marzo de 1933, actuó en Strike Me Pink en el Majestic Theater. Abandonó el espectáculo tras decidir probar suerte en Hollywood.

## Hollywood
Aunque rodó una película en 1932, su carrera cinematográfica no cobró impulso hasta que protagonizó la película Too Much Harmony (1933), que le proporcionó su "primer crédito cinematográfico". A partir de 1933 estuvo contratada por Paramount Pictures y, según se dice, se llevaba a casa 150 dólares a la semana. [cita requerida]
Sus papeles típicos se describen en una necrológica: "De 1933 a 1943, apareció en docenas de segundas películas de rápida realización, a menudo en papeles de lo que se denominaba 'chicas de la buena época', a diferencia de chicas buenas, a veces con nombres franceses inventados ooh-la-la." En la década de 1930, se convirtió en una de las estrellas musicales más populares de la época.

## Vida personal y actividades post-carrera

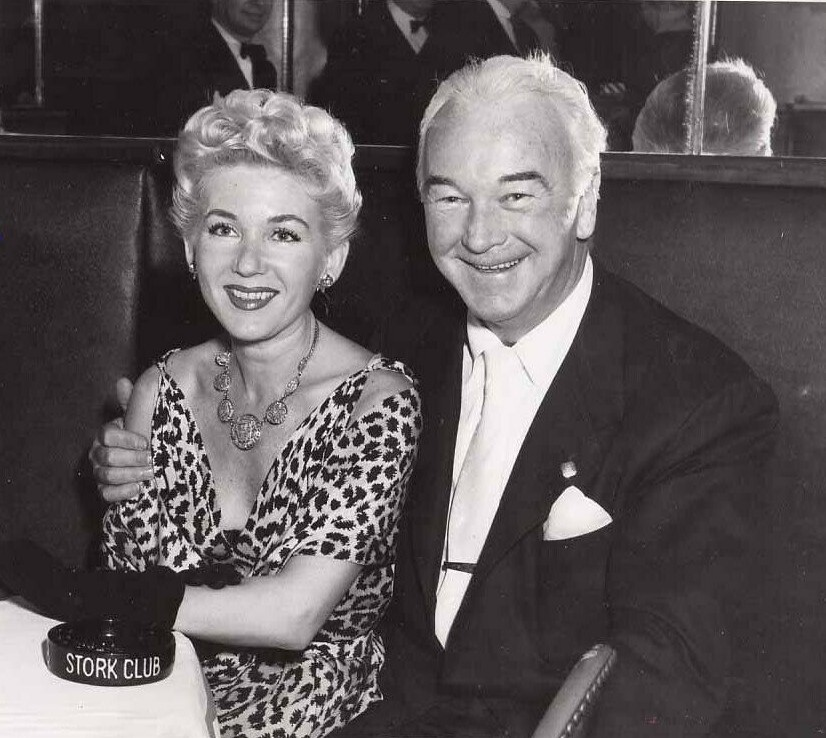
Grace Bradley y William Boyd visitando el Stork Club (1954)

En mayo de 1937, Bradley aceptó una cita a ciegas y conoció a William Boyd, la estrella de Hopalong Cassidy. Los dos congeniaron tan bien que se casaron al mes siguiente. La unión fue feliz pero sin hijos. En la década de 1940, la estrella de Bradley empezó a decaer y, en 1943, protagonizó su último gran papel en Taxi, Mister. Tras esta película, Bradley había cumplido oficialmente su contrato con la Paramount, y pasó el resto de la década de 1940 junto a su marido, viajando por todo el país con él para ayudar a promocionar su imagen de vaquero. Hizo una aparición más en el cine, un cameo no acreditado en Tournament of Roses (1954). [cita requerida]
Bradley era republicana y apoyó la campaña de Dwight Eisenhower durante las elecciones presidenciales de 1952.
Tras la muerte de Boyd el 12 de septiembre de 1972, Bradley se retiró del mundo del espectáculo, pero siguió haciendo cosas para ayudar a mantener viva la memoria de Boyd. También tuvo que luchar durante años por los derechos legales de las 66 películas de su difunto esposo, "Hopalong Cassidy". Tras dejar atrás su carrera como actriz, se dedicó a trabajar como voluntaria en el Laguna Beach Hospital, donde su marido había pasado sus últimos días. [cita requerida]

## Muerte
Grace Bradley Boyd falleció el día de su 97 cumpleaños en 2010. Dos días después, se celebraron servicios privados en el Forest Lawn Memorial Park de Glendale, California, donde fue enterrada junto a su esposo en el Great Mausoleum, Sanctuary of Sacred Promise.

## Filmografía
- Too Much Harmony (1933) - Verne La Mond
- The Way to Love (1933) - Sunburned Lady
- Girl Without a Room (1933) - Nada
- Six of a Kind (1934) - Goldie
- Wharf Angel (1934) - Saloon Girl
- Come on Marines! (1934) - JoJo La Verne
- She Made Her Bed (1934) - Eve Richards
- The Cat's-Paw (1934) - Dolores Doce
- Redhead (1934) - Dale Carter
- The Gilded Lily (1935) - Daisy
- Stolen Harmony (1935) - Jean Loring
- Old Man Rhythm (1935) - Marion Beecher
- Two-Fisted (1935) - Marie
- Rose of the Rancho (1936) - Flossie
- Anything Goes (1936) - Bonnie LeTour
- Dangerous Waters (1936) - Joan Marlowe
- Thirteen Hours by Air (1936) - Trixie La Brey
- F-Man (1936) - Evelyn
- Three Cheers for Love (1936) - Eve Bronson
- Sitting on the Moon (1936) - Polly Blair
- Don't Turn 'Em Loose (1936) - Grace Forbes
- Larceny on the Air (1937) - Jean Sterling
- O.H.M.S. (1937) - Jean Burdett
- Roaring Timber (1937) - Kay MacKinley
- Wake Up and Live (1937) - Jean Roberts
- Blazing Glory (1937)
- It's All Yours (1937) - Constance Marlowe
- The Big Broadcast of 1938 (1938) - Grace Fielding
- Romance on the Run (1938) - Lily Lamont
- Roaring Timber (1938)
- The Invisible Killer (1939) - Sue Walker
- Sign of the Wolf (1941) - Judy Weston
- The Hard-Boiled Canary (1941) - Madie Duvalie
- Brooklyn Orchid (1942) - Sadie McGuerin
- The McGuerins from Brooklyn (1943) - Sadie McGuerin
- Taxi, Mister (1943)[cita requerida]

## Lectura adicional
- Boyd, Grace Bradley and Cochran, Michael (2008) Hopalong Cassidy: An American Legend Gemstone, York, Pennsylvania; ISBN 978-1-60360-066-8